# Chico (Kalifornia)
Chico – miasto w hrabstwie Butte w Kalifornii. W roku 2000 miasto miało 59 954 mieszkańców, a w 2009 już 87 713. Jest to ważny ośrodek kulturalny, ekonomiczny i edukacyjny w północnej Kalifornii.

## Historia
Pierwszymi znanymi mieszkańcami tego rejonu znanego obecnie jako Chico było plemię Mechoopda. Miasto zostało założone w 1860 przez Johna Bidwella.

## Miasta partnerskie
- Danshui, Republika Chińska
- Pascagoula, Stany Zjednoczone